# Tver
Tver - Тверь (rus) - és una ciutat de Rússia, centre administratiu de l'óblast de Tver. És un important centre industrial i de transport situat a la confluència dels rius Volga i Tvertsà. Té indústria de teixits, maquinària, material d'impressió i equip ferroviari.

## Història

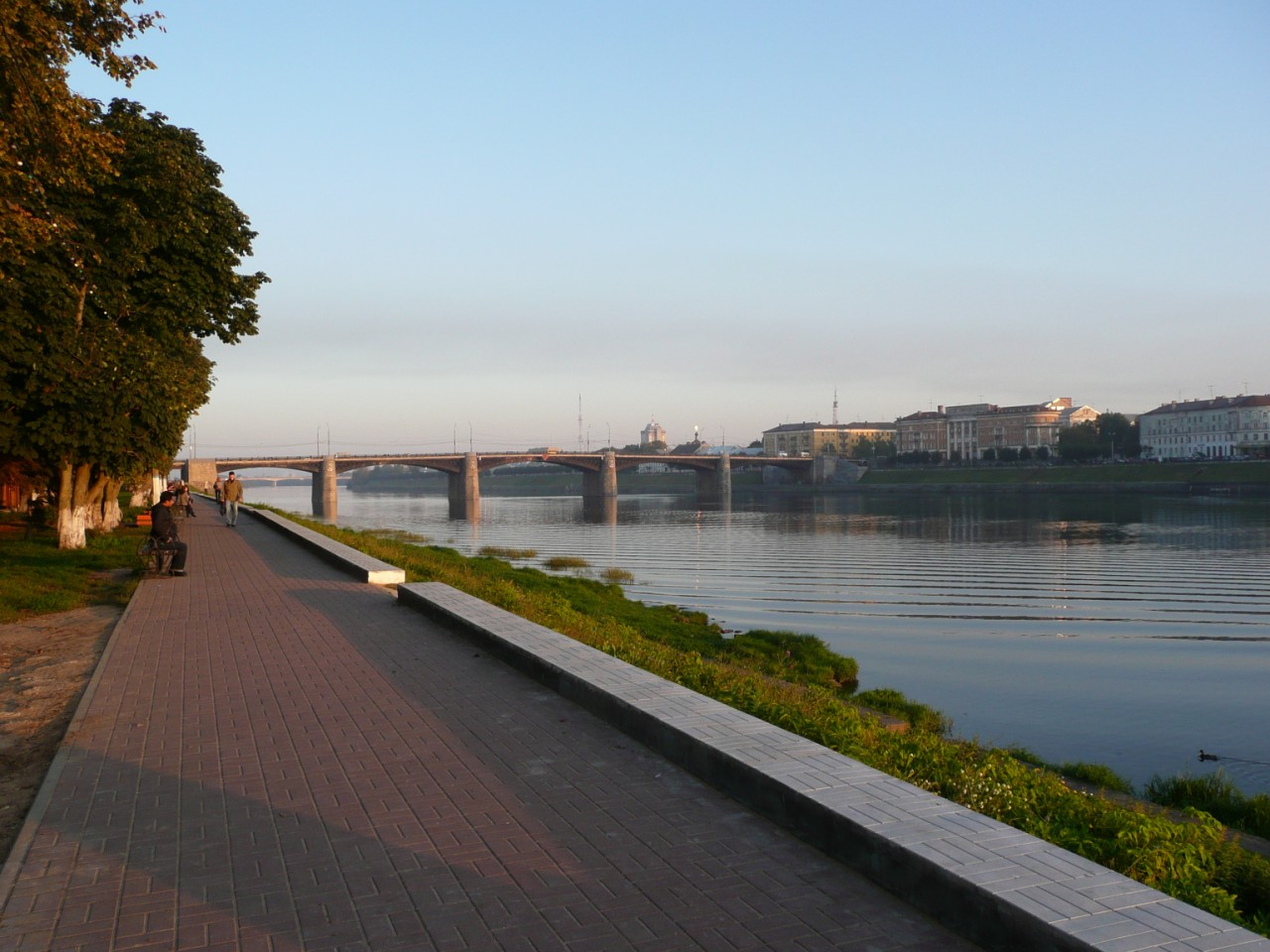
Tver

Apareix mencionada l'any 1135. Al principi pertanyia a la República de Nóvgorod, el 1246, Alexandre Nevski la va concedir al seu germà menor d'on sorgí una dinastia de prínceps quatre d'ells assassinats per l'Horda d'or durant la invasió mongola de Rússia i beatificats per l'església ortodoxa russa. Ivan III de Moscou es va annexionar el Principat de Tver el 1483.
Un incendi destruí gran part de la ciutat el 1763, després va ser reconstruïda en estil neoclàssic sota el regnat de Caterina la Gran. De 1931 a 1990 la ciutat es va anomenar Kalinin en honor del dirigent soviètic Mikhaïl Kalinin. La Wehrmacht ocupà la ciutat durant dos mesos el 1941, anorreant-la, però també hi moriren 30.000 soldats i oficials alemanys.

## Nascuts a Tver
- Ievgueni Grigórievitx Bobrov (1902- 1983), botànic i pteridòleg
- Pàvel Krilov (1885-1935), compositor